# Aheads
Aheads war eine deutsche Punkband aus der ostwestfälischen Stadt Herford. Sie bestand unter zunächst wechselnden Namen von 1975 bis 1983.

## Geschichte
Zu den ersten Punkbands der Region Ostwestfalen gehörten die Herforder Band Aheads. 1975 wurden sie als „Ron Age Band“ gegründet. Der erste Auftritt war 1977 im Hellepark noch unter dem Namen „Those Fuckin’Aheads“, nach einer Rockerbande aus einem Comic von Robert Crumb. Nachdem die ersten Punksongs aus England durch die Radiosendung von John Peel in Deutschland zu hören waren, und begann die Band, inspiriert durch den Besuch eines Konzertes von Wire 1978 eigene Lieder zu schreiben. Die Aheads nahmen 1982 Teil an der Soundtracks zum Untergang 1-Tour mit Slime, Beton Combo und Middle Class Fantasies. Weitere Konzerte spielten sie mit den Dead Kennedys und Fehlfarben. In Berlin spielten sie im KZ 36 und mehrmals im SO 36. Ihren letzten Auftritt hatten die Aheads im Januar 1983 im Audimax der Universität Bielefeld. Während des Konzerts kam es zu Querelen innerhalb der Band, die sich daraufhin auflöste.
Nach der Auflösung spielten Bernd Weitkamp, der heute in Herford als Künstler unter dem Namen Weizenfeld bekannt ist, und Werner Kureinski in den 1980er-Jahren in mehreren nicht sehr langlebigen Bands. Unter dem Namen „Roll on Roll off“ veröffentlichten sie 1988 die Single Fig. 320 und das ebenfalls selbstproduzierte Minialbum Pussypush.
Auf der 2008 veröffentlichten und von Tocotronic zusammengestellten Compilation Pop Portrait sind die Aheads mit dem Lied Minuteman vertreten.
Andy Stillion, der Sänger der Band, verstarb im Juli 2010 während eines Bootsausflugs nahe der britischen Farne-Inseln.
2011 veröffentlichten die verbliebenen Bandmitglieder eine Werkschau mit allen produzierten Songs inklusive einer DVD-Beilage mit Photos aus der aktiven Karriere.

## Diskografie
- 1980: Freedom of Speech (EP, kein Label)
- 1981: AHEADS (Aggressive Rockproduktionen)
- 1997: More Action (Kompilationsalbum, Loud, Proud & Punk Records, 1997)